# Expresso Bongo
Expresso Bongo är en brittisk musikalfilm från 1959 i regi av Val Guest.
Filmen är baserad på West End-musikalen med samma namn.

## Rollista i urval
- Laurence Harvey - Johnny Jackson
- Sylvia Syms - Maisie King
- Yolande Donlan - Dixie Collins
- Cliff Richard - Bert Rudge / Bongo Herbert
- Ambrosine Phillpotts -  lady Rosemary
- Eric Pohlmann - Leon
- Hermione Baddeley - Penelope
- Reginald Beckwith - prosten Craven
- Wilfrid Lawson - mr Rudge
- Avis Bunnage -  mrs Rudge
- Kenneth Griffith - Charlie
- Susan Hampshire - Cynthia
- Martin Miller - Kakky
- The Shadows - Bongos band